# مانوئل سارائو
مانوئل سارائو (انگلیسی: Manuel Sarao؛ زادهٔ ۱۱ اکتبر ۱۹۸۹) بازیکن فوتبال اهل ایتالیا است.